# Supercoppa italiana di Serie A3 2022
La Supercoppa italiana di Serie A3 2022 si è svolta il 17 aprile 2022: al torneo hanno partecipato due squadre di club italiane e la vittoria finale è andata per la prima volta alla M&G.

## Regolamento
Le squadre hanno disputato una gara unica.

## Squadre partecipanti
| Squadra | Qualificazione                                                                                    |
| ------- | ------------------------------------------------------------------------------------------------- |
| M&G     | Squadra con il maggior numero di punti al termine della regular season del campionato di Serie A3 |
| Prata   | Vincitrice Coppa Italia di Serie A3 2021-22                                                       |

## Torneo
| 17 aprile 2022 Palasport, Grottazzolina Durata: 1h:46 - Spettatori: 637 | M&G | 3 - 2 | Prata | 23-25, 27-25, 16-25, 25-17, 15-10 |